# Śluza Kurzyniec
Śluza Kurzyniec – piętnasta śluza na Kanale Augustowskim (licząc od strony Biebrzy). Granica  polsko-białoruska przebiega osią śluzy i dalej osią kanału na długości 3,5 km.
Śluza jest położona niedaleko wsi Rudawka. Budowę śluzy w 1828 roku rozpoczął por. inż. Konstanty Jodko, a zakończył w roku 1829 ppor. inż. F. Wielhorski. Nazwa pochodzi od dawnej wsi Kurzyniec leżącej po drugiej stronie kanału. Śluza była nieczynna od 1939 roku i mocno zniszczona; na mocy porozumienia między Rządem Rzeczypospolitej Polskiej a Rządem Republiki Białorusi zawartego w Augustowie 8 marca 2005 roku w sprawie rekonstrukcji granicznego odcinka Kanału została poddana remontowi trwającemu od jesieni 2006 do czerwca 2007 roku.
Brzegi śluzy łączy most zwodzony z czterema betonowymi słupami.
W okresie wakacyjnym czynne tu jest graniczne przejście turystyczne.

## Dane techniczne
- Położenie: 81,75 kilometr kanału
- Różnica poziomów: 2,98 m
- Długość: 44,6 m
- Szerokość: 6 m
- Wrota: drewniane
- Lata budowy: 1828–1829
- Kierownik budowy: Konstanty Jodko, F. Wielhorski

## Galeria

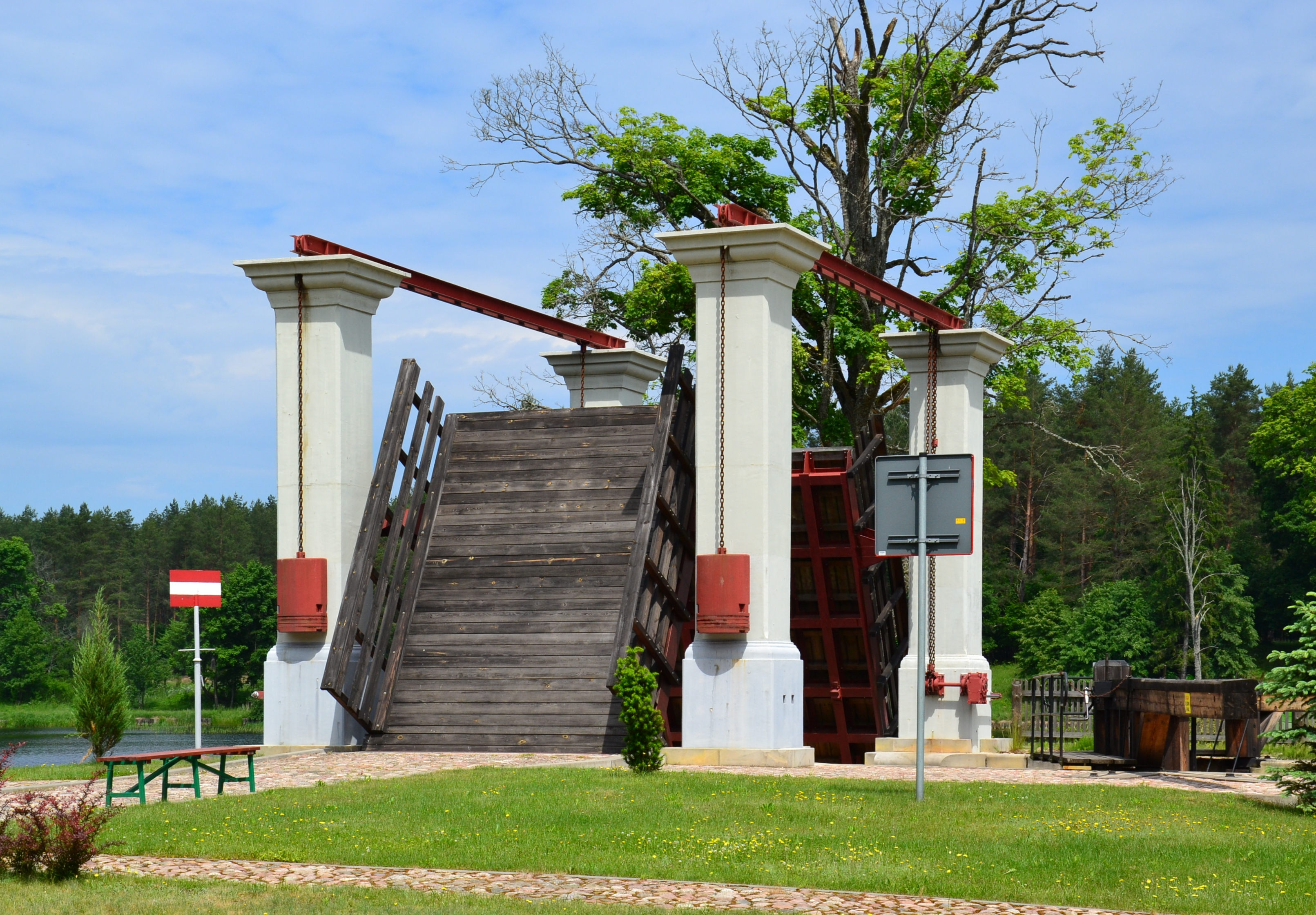
Śluza Kurzyniec w czerwcu 2013 roku
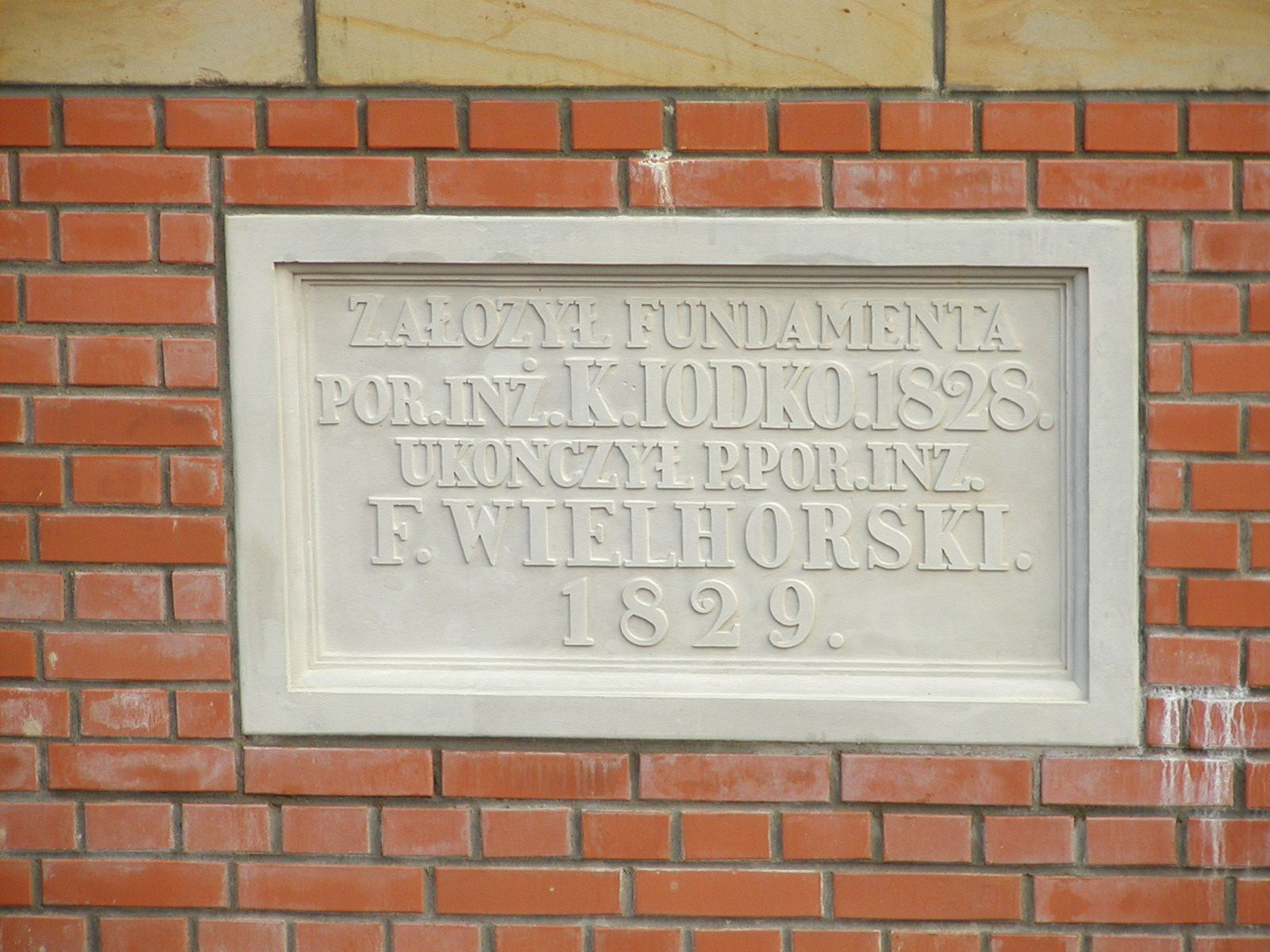
Tablica informacyjna po remoncie w grudniu 2006
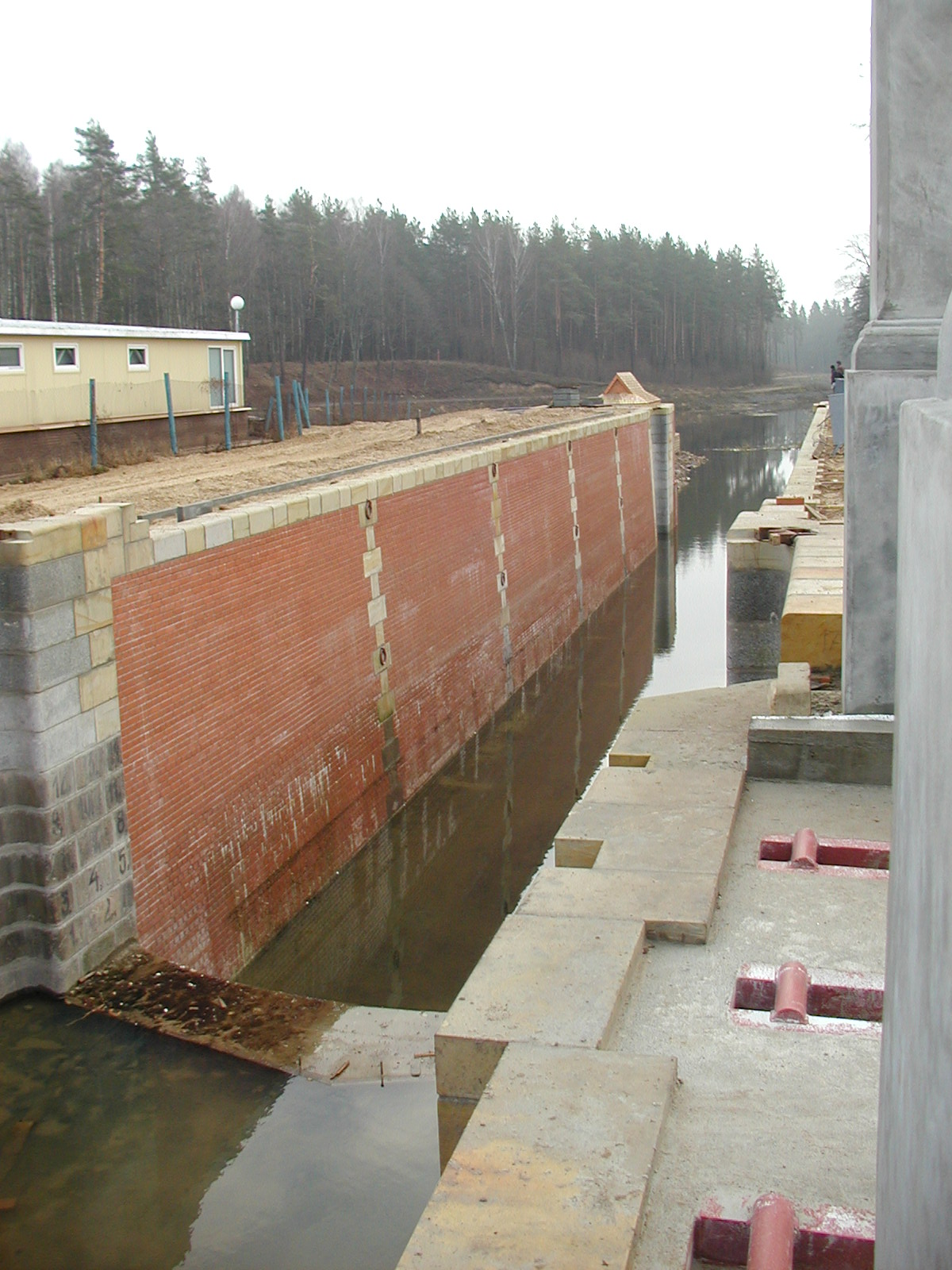
Remont śluzy Kurzyniec w grudniu 2006